# Odostomia jadisi
Odostomia jadisi är en snäckart som beskrevs av Olsson och McGinty 1958. Odostomia jadisi ingår i släktet Odostomia och familjen Pyramidellidae. Inga underarter finns listade i Catalogue of Life.